# Ava Kolker
Ava Kolker est une actrice américaine née le 5 décembre 2006 à Los Angeles, notamment connue pour avoir interprété le rôle d'Ava Morgenstern dans la série télévisée de Disney Channel, Le Monde de Riley.

## Biographie
Elle a deux sœurs aînées et une sœur cadette.
Elle a obtenu son premier rôle à l'écran dans American Horror Story, alors qu'elle n'avait que quatre ans.

## Filmographie

### Cinéma
- 2012 : Six chiens sinon rien (Golden Winter) : Marybeth Geitzen
- 2013 : Scary Movie 5 : Lily
- 2013 : Mensonges et faux semblants (The Trials of Cate McCall) : Augie
- 2014 : Miss Meadows : Heather
- 2014 : Lizard King (Court-métrage) : Hasty
- 2014 : I Can See You (Court-métrage) : Amanda à 4 ans
- 2016 : The Axe Murders of Villisca : Ingrid
- 2016 : Message from the King : Boot
- 2018 : Insidious : La Dernière Clé (Insidious: The Last Key) d'Adam Robitel : Elise Rainier jeune
- 2018 : A Fairy's Game : Aeloo
- 2019 : Blanche Neige, les souliers rouges et les sept nains (Red Shoes and the Seven Dwarfs) : L'ours en bois 1 (Voix)
- 2022 : Manifest West : Lana Danik
- 2022 : Functioning (Court-métrage) : Amy Watts

### Télévision
- 2011 : American Horror Story (Série TV) : Une petite fille de trois ans
- 2013 : Dads (Série TV) : Une petite fille
- 2014 : Sam et Cat (Série TV) : Romy
- 2014-2017 : Le Monde de Riley (Girl Meets World) (Série TV) : Ava Morgenstern
- 2015 : Black-ish (Série TV) : Une petite fille
- 2016 : Quatre sœurs unies par le secret (Sister Cities) (Téléfilm) : Austin jeune
- 2017 : White Famous (Série TV) : Maddie
- 2018 : Marvel : Les Agents du SHIELD (Agents of Shield) (Série TV) : Robin Hinton à 12 ans
- 2019-2021 : Sidney au max (Sydney to the Max') (Série TV) : Olive Rozalski
- 2022 : How I Met Your Father (Série TV) : Rivka